# 바이샤구
바이샤구(한국어: 백하구, 중국어: 白下区, 병음: Báixià Qū)는 중화인민공화국 장쑤성 난징시에 존재했던 행정구역이다. 넓이는 26km2이고, 인구는 2007년 기준으로 470,000명이었다.

## 행정 구역
9개 가도를 관할한다.
- 가도: 洪武路街道, 建康路街道, 五老村街道, 大光路街道, 瑞金路街道, 月牙湖街道, 光華路街道, 朝天宮街道, 止馬營街道.